# Bryocyclops fidjiensis
Bryocyclops fidjiensis is een eenoogkreeftjessoort uit de familie van de Cyclopidae. De wetenschappelijke naam van de soort is voor het eerst geldig gepubliceerd in 1954 door Lindberg.